# Théorie du chat mignon

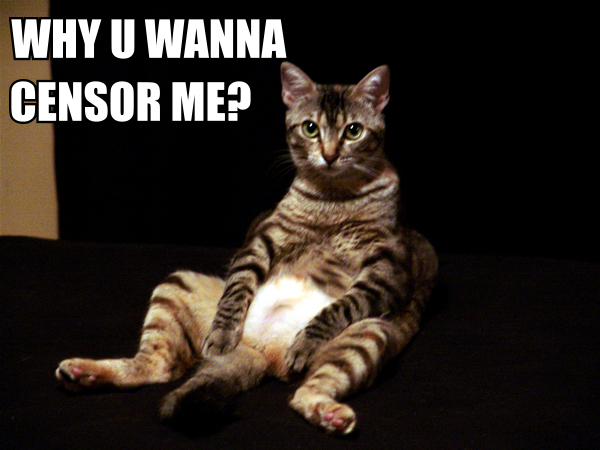
Les images de lolcat sont souvent partagées par les mêmes réseaux que ceux utilisés par les cyber-activistes.

La théorie du chat mignon de l'activisme numérique est une théorie  développée par Ethan Zuckerman, en 2008, décrivant l'activisme et la censure de l'Internet, les « chats mignons » désignant les activités en ligne de faible valeur, mais populaires. Il postule que la population générale ne s'intéresse pas à l'activisme militant et préfère utiliser le web pour des activités sociales quotidiennes, y compris la consommation de pornographie et la diffusion de lolcats. Les outils développés pour cet usage (tels Facebook, Flickr, Blogger, Twitter, et d'autres plates-formes) s'avèrent très utiles pour les mouvements sociaux militants, qui manquent des ressources nécessaires pour développer eux-mêmes ces outils . Ceci, à son tour, protège davantage les activistes des représailles des gouvernements que s'ils avaient recours à une plate-forme spécialement dédiée au militantisme. En effet, la fermeture d'une plate-forme publique populaire provoquerait un plus grand tollé dans l'opinion publique que celle d'un site obscur.

## Internet et censure
Selon Zuckerman, alors que le Web 1.0 a été inventé pour permettre aux physiciens de partager des documents de recherche, le Web 2.0 l'a été pour permettre aux gens de partager des photos de chats mignons. Si un outil médiatique permet de diffuser des « chats mignons » et mettre en ligne massivement des contenus de faible valeur, il peut être aussi utilisé (et l'est en fait probablement) pour l'activisme en ligne. Un gouvernement qui déciderait d'interdire un tel outil mécontenterait les gens en leur retirant la possibilité de « regarder des chats mignons en ligne », ce qui aurait pour effet de propager la dissidence et d'encourager la cause des militants,.

## Le modèle chinois
Selon Zuckerman, la censure d'Internet en République populaire de Chine, qui s'appuie sur ses propres sites Web 2.0 auto-censurés, est en mesure de contourner le problème du chat mignon parce que le gouvernement est en mesure de fournir à la population l'accès à des contenus chats mignons sur ses sites auto-censurés tout en bloquant l'accès aux sites occidentaux, qui sont moins populaires en Chine que dans de nombreux autres endroits du monde,.
Zuckerman déclare : « des plateformes suffisamment utilisables en lecture/écriture vont attirer le porno et les militants. S'il n'y a pas de porno, l'outil ne marche pas ; s'il n'y a pas de militants, il ne fonctionne pas bien non plus ».